# Östliche Kettenviper
Die Östliche Kettenviper (Daboia siamensis) gehört zu den Orientalischen Vipern (Daboia). Sie kommt in Thailand, Myanmar, Kambodscha, Südchina, Taiwan und Indonesien vor. Sie wurde ursprünglich als Unterart der Kettenviper angesehen, gilt seit 2007 jedoch als eigene Art.

## Aussehen
Die Schlange wird bis zu 1,60 Meter lang. Sie ist hellbraun und besitzt dunkelbraune Flecken. Größere Flecken haben einen Farbverlauf in einen schwarzen Rand, der wiederum weiß umrandet ist.

## Verbreitungsgebiet
Die Art kommt in Thailand, Myanmar, Kambodscha, Südchina, Taiwan und Indonesien vor. Sie wird von der IUCN als nicht gefährdet eingestuft, jedoch der Populationstrend als abnehmend. In Thailand wird die Art für ihre Schlangenhaut gefangen. Zu den Schutzgebieten, in denen sie vorkommt, zählen der Popa Mountain National Park und das Minsontaung Wildlife Sanctuary in Myanmar.

## Lebensweise
Die Östliche Kettenviper ist ovovivipar (ei-lebendgebärend). Sie ernährt sich vor allem von Nagetieren. Daneben können auch Tiere wie Hauskatzen, Skorpione, Landkrabben und andere Gliederfüßer zu ihrer Beute werden.

## Gift
Bei einem Biss gibt die Schlange ca. 70 mg Gift ab, welches für einen Menschen tödlich ist. Ein Biss der Schlange sollte unbedingt behandelt werden. Das Gegengift ist dasselbe, das auch für die Kettenviper verwendet wird.